# Dichromian amonu
Dichromian amonu (nazwa Stocka: dichromian(VI) amonu), (NH
4)
2Cr
2O
7 – nieorganiczny związek chemiczny z grupy dichromianów, sól kwasu dichromowego i amoniaku.

## Otrzymywanie
Otrzymywany jest w reakcji kwasu chromowego i wody amoniakalnej.

## Właściwości

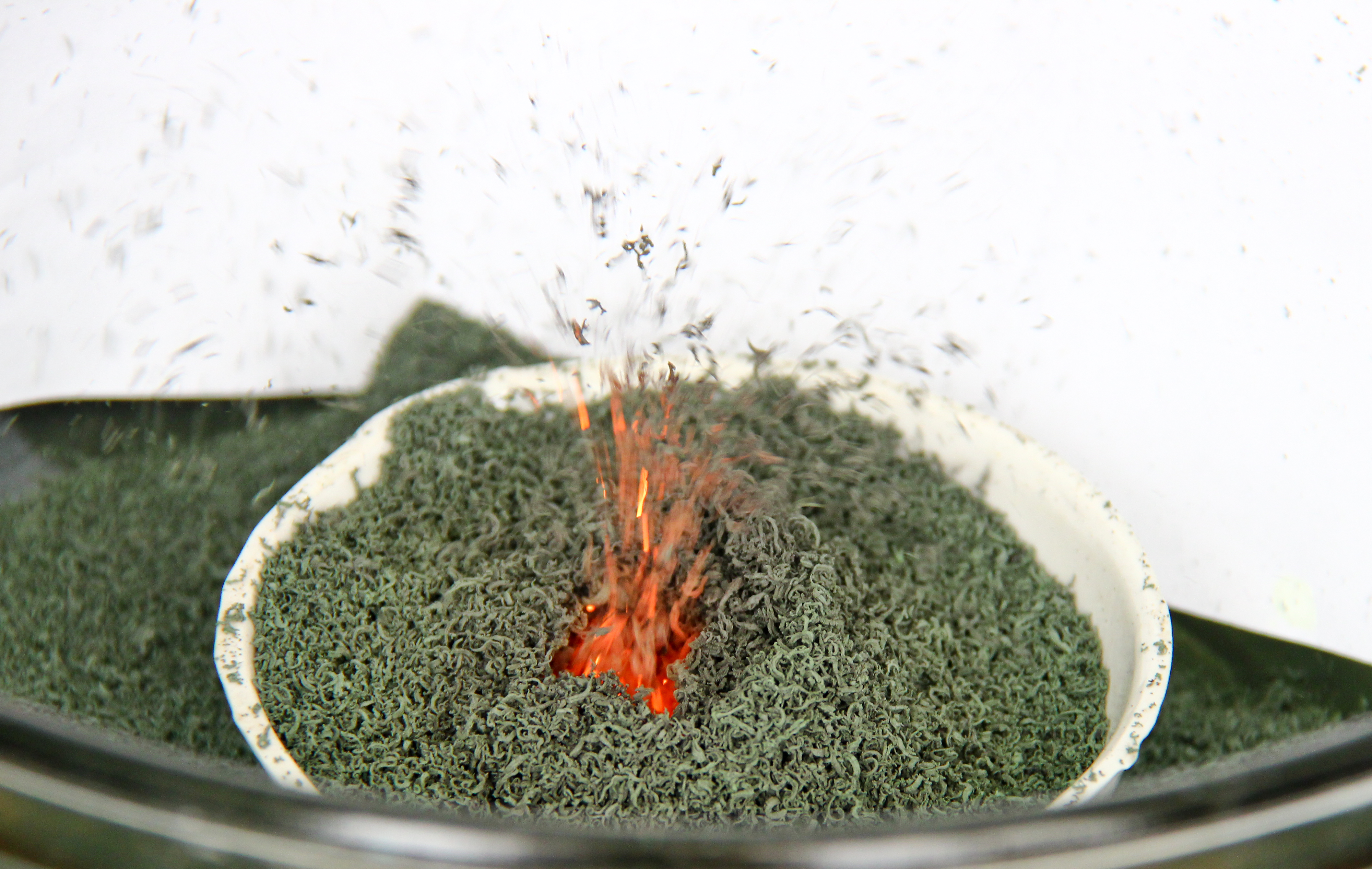
Rozkład termiczny (NH4)2Cr2O7 (widoczny zielony Cr2O3)

Dichromian amonu tworzy pomarańczowe kryształy, dobrze rozpuszczalne w wodzie. Jest silnym utleniaczem i reaguje, często dość gwałtownie, z wszystkimi reduktorami. Jego cząsteczka, oprócz jonu dichromianowego o właściwościach utleniających, zawiera jon amonowy o właściwościach redukujących, co czyni ją niestabilną. Pod wpływem ogrzania ulega gwałtownemu rozkładowi z wydzielaniem dużej ilości puszystego zielonego tlenku chromu(III) i produktów gazowych:
(NH
4)
2Cr
2O
7 → Cr
2O
3 + N
2↑ + 4H
2O↑
Reakcja ta wykorzystywana jest w pokazie pirotechnicznym chemiczny wulkan. Rozkład termiczny w szczelnych pojemnikach może prowadzić do eksplozji.

## Zastosowanie
Stosuje się go w pirotechnice, fotografii, jak również w litografii, jako źródło czystego azotu w laboratorium oraz jako katalizator. Wykorzystuje się go też jako zaprawy pigmentowej, jak również w syntezie alizaryny, garbarstwie i oczyszczaniu olei.

## Zagrożenia
Dichromian amonu jest rakotwórczy (grupa 1 według Międzynarodowej Agencji Badań nad Rakiem).

### Wypadki
W roku 1986 w firmie Diamond Shamrock Chemicals w Ashtabuli w wyniku wybuchu ok. tony dichromianu amonu, który był suszony w nagrzewnicy, śmierć poniosły dwie osoby, a kolejnych 14 zostało rannych.